# 1-528КП-81
1-528КП-81 — типовой проект кирпичных жилых домов.

## Описание
Разрабатывался как вариант серии 1-528КП-80. В здании также 14 этажей, но квартир меньше — 84 против 97. В первом этаже расположена колясочная и мусоросборная камера. Лестнично-лифтовой блок включает в себя два лифта — пассажирский грузоподъёмностью 350 кг и грузопассажирский на 500 кг, мусоропровод и незадымляемую неотапливаемую лестничную клетку. На этаже расположено 6 квартир.
Высота жилых помещений — 2,5 м. Все квартиры имеют лоджию или балкон, иногда французский балкон. Санитарно-технические узлы монтируются на месте из гипсовых установок. Площади подсобных помещений увеличены, каждая прихожая оборудована шкафом. В остальном серия мало чем отличается от 1-528КП-80.

## Распространение
Дома серии строились в 1970-х годах в Санкт-Петербурге, Пензе и Таллине.

### Фотогалереи и базы данных
- Список домов проекта 1-528КП-81.